# Саїманга жовточерева
Саїманга жовточерева (Anthreptes malacensis) — вид горобцеподібних птахів родини нектаркових (Nectariniidae). Мешкає в Південно-Східній Азії. Виділяють низку підвидів. Сірогорла саїманга раніше вважалися підвидом жовточеревої саїманги.

## Опис
Довжина птаха становить 14 см, вага 7,4-13,5 г. Самці дещо більші за самиць і мають яскравіше забарвлення. Верхня частина тіла у них металево-блискуча, фіолетова і оливкова, нижня частина тіла переважно жовта. Верхня частина тіла у самиць оливково-зелена, нижня частина тіла жовтувата.

## Підвиди
Виділяють чотирнадцять підвидів:
- A. m. malacensis (Scopoli, 1786) — від південної М'янми до Індокитаю і Малайського півострова, Суматра і сусідні острови, Калімантан (за винятком півночі), Ява і Балі;
- A. m. bornensis Riley, 1920 — північний Калімантан;
- A. m. mjobergi Bangs & Peters, JL, 1927 — острів Маратуа (на північ від Калімантану);
- A. m. paraguae Riley, 1920 — західні Філіппіни;
- A. m. heliolusius Oberholser, 1923 — західне і центральне Мінданао, острів Басілан;
- A. m. wiglesworthi Hartert, E, 1902 — архіпелаг Сулу;
- A. m. iris Parkes, 1971 — південний захід архіпелагу Сулу;
- A. m. chlorigaster Sharpe, 1877 — центральні Філіппіни;
- A. m. cagayanensis Mearns, 1905 — острів Мапун[en];
- A. m. heliocalus Oberholser, 1923 — острови Сангіхе[en] та Сіау[en];
- A. m. celebensis Shelley, 1878 — Сулавесі і сусідні острови;
- A. m. extremus Mees, 1966 — острови Банґґаї[en] і Сула[en];
- A. m. convergens Rensch, 1929 — Малі Зондські острови (за винятком острова Сумба);
- A. m. rubrigena Rensch, 1931 — острів Сумба.

## Поширення і екологія
Жовточереві саїманги поширені від південної М'янми до Філіппін і східних Малих Зондських островів. Вони живуть в рівнинних тропічних і мангрових лісах, на болотах, полях і плантаціях, в садах.

## Поведінка
Жовточереві саїманги живляться переважно нектаром, іноді споживають дрібні плоди і ягоди. Пташенят годують комахами.